# Fábio Cecílio
Fábio Miguel Valadares Cecílio, noto semplicemente come Fábio Cecílio (Tabuaço, 30 aprile 1993), è un giocatore di calcio a 5 portoghese.
Con la nazionale portoghese è stato campione del mondo nel 2021 e campione europeo nel 2018  e nel 2022.

## Carriera
Nel 2018 ha fatto parte della rosa del Portogallo che ha vinto il campionato europeo, realizzando una rete nel 4-1 contro la Romania.

## Palmarès

### Club
- Campionato portoghese: 1
Benfica 2018-19
- Coppa del Portogallo: 1
Benfica: 2016-17

### Nazionale
- Campionato mondiale: 1
Lituania 2021
- Campionato d'Europa: 2
Slovenia 2018, Paesi Bassi 2022